# Limenitis sakaii
Limenitis sakaii är en fjärilsart som beskrevs av Sugitani 1931. Limenitis sakaii ingår i släktet Limenitis och familjen praktfjärilar. Inga underarter finns listade i Catalogue of Life.